# Kakuei Kin
Kakuei Kin (金 鶴泳), Kin Kakuei, nom coréen Kim Hag-yeong (japonais. Kimu Hagyon), nom véritable Kim Gwang-jeong (金 廣正, japonais : Kimu Kanjon); 14 septembre 1938, dans la préfecture de Gunma - 4 janvier 1985, est un écrivain japonais d'origine coréenne (zainichi).

## Biographie
Kin étudie la chimie à l'Université de Tokyo et commence un doctorat qu'il ne termine cependant pas. Son premier récit paru dans la revue Bungei est distingué par le prix des nouveaux talents. Plus tard, il est nommé à trois reprises pour le prix Akutagawa. Avec son compatriote Ri Kaisei, il traite dans ses récits des problèmes de la deuxième génération d'immigrants coréens au Japon. Par ailleurs, le bégaiement dont il souffre lui-même, est un de ses thèmes. En 1985, il se suicide au gaz à l'âge de 46 ans. En 1986 paraît une édition de ses œuvres complètes (Kin Kakuei shū).

## Ouvrages (sélection)
- 1970 Kogoeru guchi (凍える口)
- 1972 Kin Kakuei shū (金鶴泳集), 2 Bde.
- Tsuchi no kanashimi (土の悲しみ),

## Source de la traduction
- (de) Cet article est partiellement ou en totalité issu de l’article de Wikipédia en allemand intitulé « Kakuei Kin » (voir la liste des auteurs).
- Notices d'autorité :   - VIAF
  - ISNI
  - LCCN
  - GND
  - Japon
  - CiNii
  - Corée du Sud